# 散血芹
散血芹（学名：Pternopetalum botrychioides）为伞形科囊瓣芹属的植物，为中国的特有植物。分布于中国大陆的四川、贵州等地，生长于海拔740米至3,000米的地区，多生在山坡阴湿的沟谷、林下和灌丛中，目前尚未由人工引种栽培。

## 别名
水芹花、散血草（四川峨眉）

## 异名
- Pternopetalum botrychioides (Dunn) Hand.-Mazz. var. latipinnulatum Shan